# Inglewood Forest
Inglewood Forest är en skog i Storbritannien.   Den ligger i riksdelen England, i den centrala delen av landet, 400 km nordväst om huvudstaden London.